# Застава в горах
«Застава в горах» (рос. Застава в горах) — радянський художній фільм 1953 року про прикордонників режисера Костянтина Юдіна. Лідер прокату (1953 рік — 3 місце) — 44,8 млн глядачів.

## Сюжет
З Москви на південну прикордонну заставу приїжджає старший лейтенант Лунін, призначений заступником її начальника. Через хворобу начальника застави лейтенанту доводиться прийняти командування на себе. В цей час американська розвідка для проведення диверсій намагається проникнути на територію СРСР, розгорнувши свою діяльність поблизу державного кордону (постачання зброєю і наркотиками місцевих банд). Оплачувана і спровокована американцями місцева басмацька банда Ісмаїл-бека намагається зробити напад на радянську територію для прикриття основної операції — непомітного переходу агентів американської розвідки на радянську сторону під маскою археологів і геологів (агенти Картер, Стенлі і Марроу). Однак операція терпить крах: банда басмачів розбита, її залишки відкинуті за прикордонну річку, диверсанти схоплені і викриті.

## У ролях
- Владлен Давидов —  Сергій Лунін, заступник начальника прикордонної застави, старший лейтенант
- Марина Кузнецова —  Віра Олександрівна Луніна, дружина старшого лейтенанта Луніна
- Олена Шатрова —  Поліна Антонівна Прохорова, мати капітана Прохорова
- Сергій Гурзо —  Кулешов, командир відділення, сержант
- Станіслав Чекан —  Марченко, молодший сержант, прикордонник
- Аркадій Щербаков —  Прохоров, капітан, начальник прикордонної застави
- Олександр Суснін —  Воробйов, рядовий, прикордонник
- Михайло Майоров —  Грачов, полковник, начальник прикордонного загону
- Борис Попов —  слідчий, полковник МГБ
- Лев Лобов —  старшина, помічник слідчого
- Мухаммеджан Касимов —  Ісмаїл-бек, ватажок банди басмачів
- Володимир Белокуров —  Марроу, американський шпигун
- Олег Солюс —  Бен Стенлі, американський шпигун
- Олексій Краснопольський —  Бріджер, американський шпигун
- Георгій Чорноволенко —  Картер, американський шпигун
- Аслі Бурханов —  Абдурахман, член банди басмачів
- Маджид Халілов —  вершник, член банди басмачів
- Халіл Урунов —  вершник, член банди басмачів
- Михайло Аронбаев —  рядовий, прикордонник
- Абдулла Корсакбаєв —  вершник, член банди басмачів
- Леонід Князєв —  рядовий, прикордонник
- Іван Косих —  Синіцин, єфрейтор, прикордонник
- Володимир Васильєв —  рядовий, прикордонник
- Кирило Зашибін —  рядовий, прикордонник
- Віктор Уральський —  Дробишев, єфрейтор, прикордонник
- Раднер Муратов —  Ахмет, член банди басмачів
- Микола Андронов —  рядовий, прикордонник
- Петро Тимофєєв —  Шумов, єфрейтор, прикордонник
- Дмитро Гасієв —  вершник, член банди басмачів
- Інал Єналдієв —  Алі, член банди басмачів
- Акобір Акацієв —  вершник, член банди басмачів
- Алпамис Цалоєв —  вершник, член банди басмачів
- Олексій Алексєєв —  Устинов, майор, заступник начальника прикордонного загону (в титрах не вказаний)
- Маргарита Жарова —  Катерина Іванівна  (в титрах не вказано)
- Ніна Агапова —  дружина прикордонника  (в титрах не вказано)
- Марина Абрикосова —  дружина прикордонника  (в титрах не вказано)
- Леонід Чубаров —  хлопець з лялькою  (в титрах не вказаний)
- Павло Винник —  рядовий, прикордонник (в титрах не вказаний)
- Микола Брілінг —  шофер, американський шпигун (в титрах не вказаний)
- Зоя Ісаєва —  секретарка , американська шпигунка (в титрах не вказано)

## Знімальна група
- Автори сценарію: Михайло Вольпін, Микола Ердман
- Постановник: Костянтин Юдін
- Режисери: Костянтин Юдін
- Оператор: Тимофій Лебешев
- Художник-постановник: Георгій Турильов
- Композитор: Антоніо Спадавеккіа
- Звукорежисер: В'ячеслав Лєщєв